# Malkasten

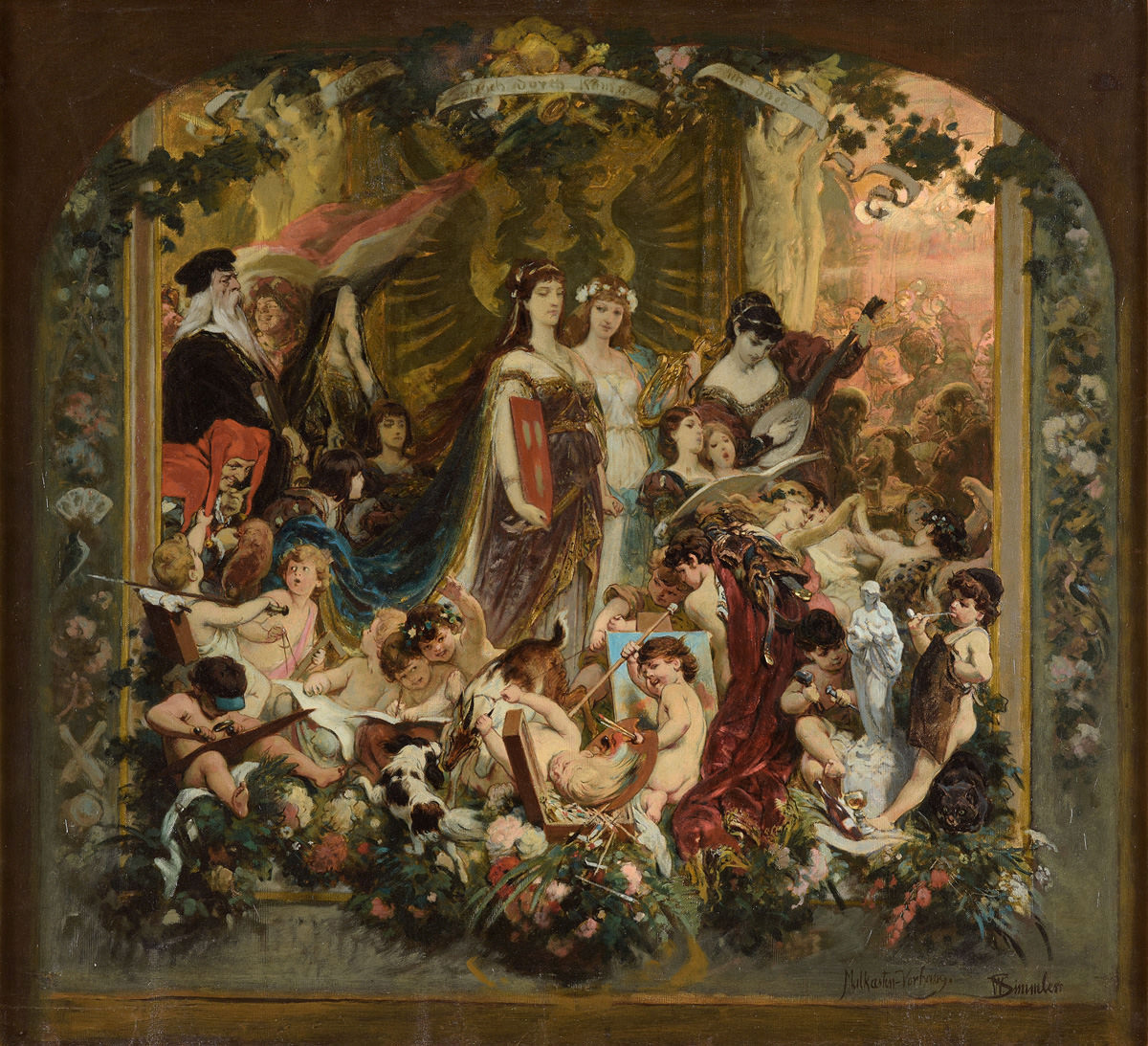
Allégorie de l'association d'artistes Malkasten sur le « Malkasten-Vorhang » de Wilhelm Simmler.

Malkasten est une association d'artistes créée le 6 août 1848 à Düsseldorf, en province de Rhénanie. 
Son siège est situé dans la Maison Malkasten (de), Jacobistrasse 6a, dans le quartier Pempelfort.

## Histoire

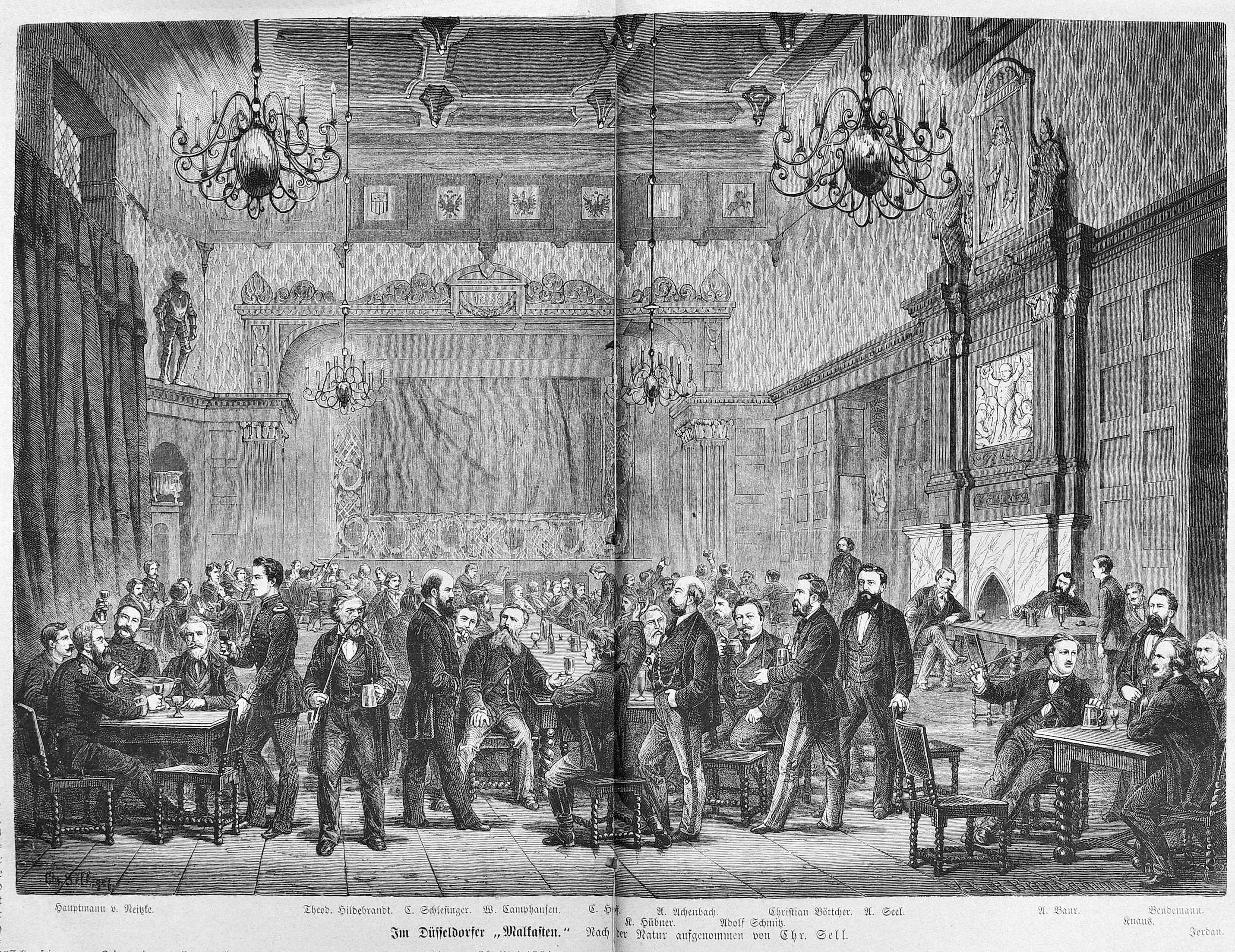
Scène d'un événement de l'association d'artistes "Malkasten", illustration dans le Gartenlaube, 1869.

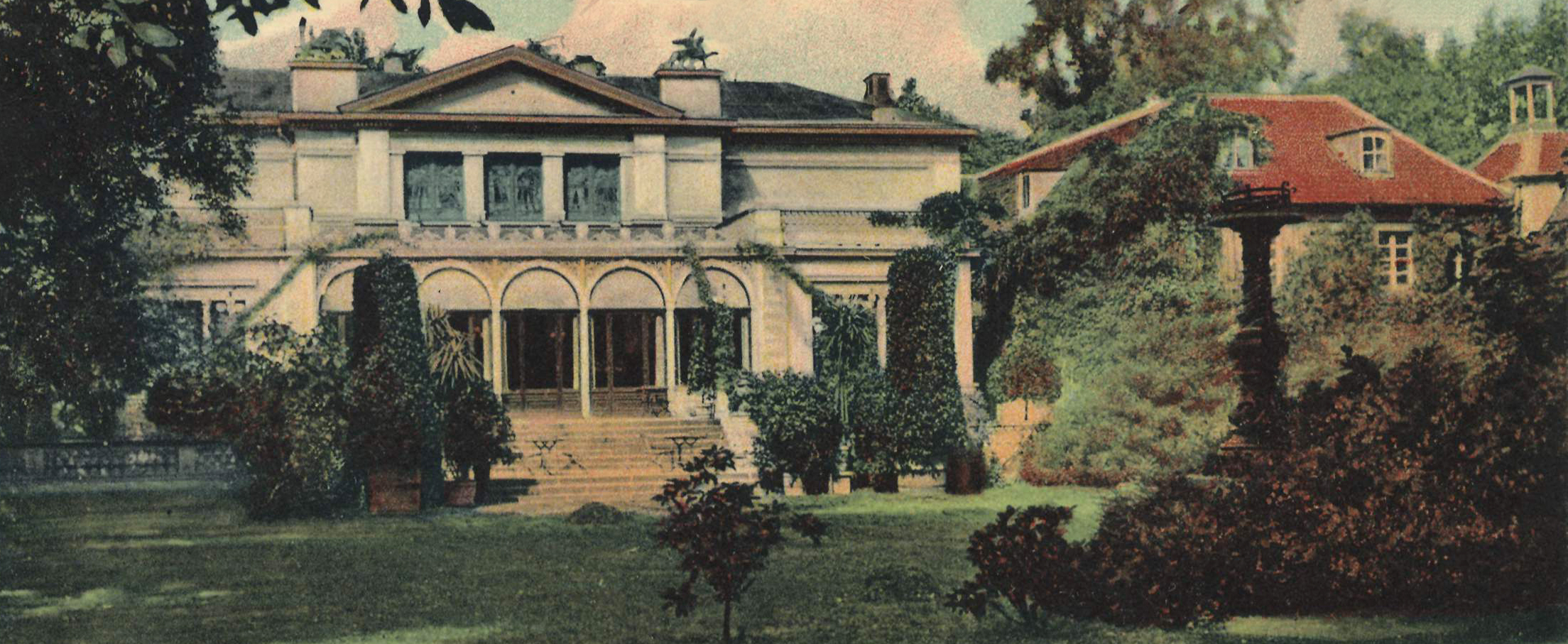
Malkasten-Haus, carte postale de 1904.

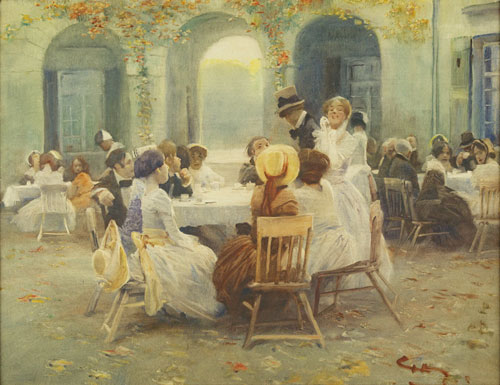
Heitere Runde im Malkasten, peinture de Wilhelm Schreuer.

Lors des troubles de mars 1848, appelés « révolution de Mars », qui aboutirent à l'Assemblée nationale allemande et donc à l'établissement de la constitution, des artistes de Düsseldorf participèrent également aux discussions politiques. Ainsi a eu lieu le 6 août 1848, le Festival de l'unité allemande (Fest der deutschen Einheit) demandé par l'Association pour la monarchie démocratique de Düsseldorf, auquel peintres et sculpteurs ont contribué par leur conception artistique. En conséquence, ils ont fondé une association d'artistes le même soir dans le cadre des célébrations, sur proposition du peintre Carl Wilhelm Hübner qui a reçu le nom de Malkasten (littéralement « boîte à peinture »). Le nom doit exprimer la coexistence égale de chaque couleur politique et artistique. Établie plus tard à New York, l'association d'artistes Palette Club s'est inspirée de cette dénomination. 

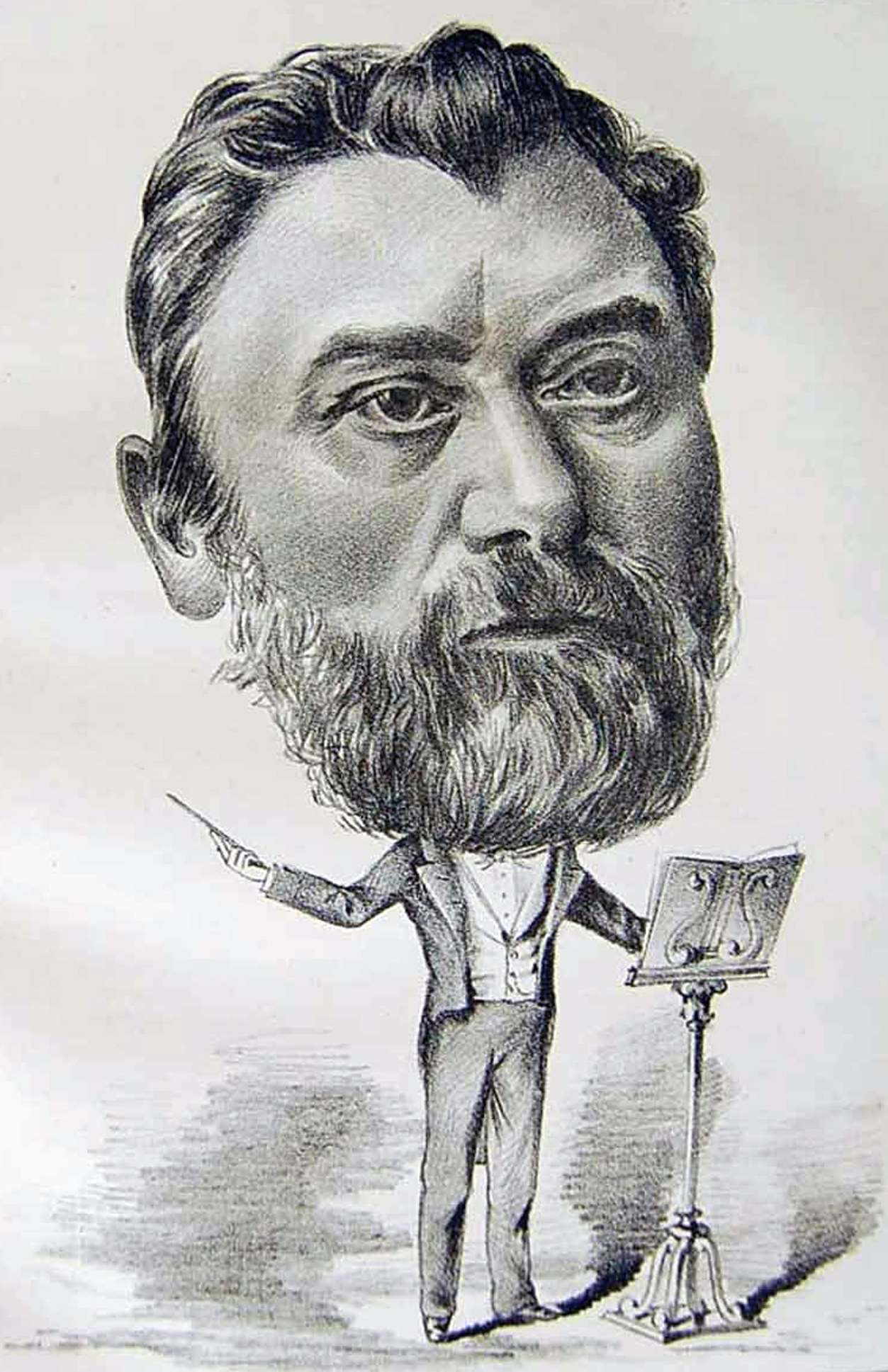
Julius Tausch, caricature d'Ernst Bosch, vers 1877.

Parmi les 112 membres fondateurs de l'association, exclusivement des hommes, il n'y a pas seulement des professeurs de l'Académie, comme le peintre d'histoire Theodor Hildebrandt, Heinrich Mücke et Karl Ferdinand Sohn, mais aussi le peintre et rédacteur en chef du journal politico-satirique Düsseldorfer Monathefte Lorenz Clasen et le peintre de l'École de peinture de Düsseldorf Johann Peter Hasenclever, Joseph Fay, Johann Wilhelm Preyer, Peter Schwingen et le peintre américain Emanuel Leutze, qui ont joué un rôle déterminant dans le développement d'une communauté artistique « libre » indépendante de l'Académie et du Kunstverein. Le seul membre fondateur qui n'appartenait pas aux beaux-arts, était le directeur musical municipal de Düsseldorf, Julius Tausch (de), qui enrichissait la vie musicale du club et composait en 1852 la Malkasten-Paukenmarsch (op. 7). Les femmes ne sont admises en tant que membres à part entière et membres associés qu'à partir de 1977.

## Membres honoraires (sélection)
- 1850 : Anton Fahne
- 1850 : Ferdinand Freiligrath
- Charles-Antoine de Hohenzollern-Sigmaringen
- 1857 : Adolph Schroedter
- 1874 : Otto von Bismarck
- 1885 : Adolph von Menzel
- 1886 : Andreas Achenbach
- 1888 : Helmuth Liesegang
- 1897 : Oswald Achenbach
- 1898 : Ludwig Knaus
- 1917 : Erich Ludendorff, Paul von Hindenburg
- 1946 : Paul Clemen
- 1947 : Gustav Lindemann (de)
- Theodor Heuss
- 1954 : Wilhelm Schmurr
- 1970 : Edmund Anton Kohlschein (de)
- 1990 : Albert Fürst (de)
- 1998 : Klaus Rinke
- 2003 : Peter Royen (de)